# 北京市通州区科学技术委员会
39°52′17″N 116°40′53″E / 39.87127°N 116.68145°E
北京市通州区科学技术委员会是北京市通州区人民政府的一个部门。

## 领导
2021年2月，本机构的领导为：
- 郭澜涛：区科委党组书记、主任。工作分工：负责区科委全面工作
- 潘自欣：区科委党组成员、副主任。工作分工：负责科技成果转化、高新技术企业管理、培训及服务、科研条件平台建设、技术合同认定登记、推进京津冀协同发展等相关工作
- 张凤军：区科委党组成员、副主任。工作分工：协助主任管理机关行政事务性工作，负责组织人事、机要保密、档案、人大建议、政协提案综合协调、政务公开、重要事项的组织和督查、机关信息化建设、科技宣传及意识形态等相关工作。推进本区科学普及和科学传播等相关工作
- 李群：区科委党组成员、副主任。工作分工：负责党组织建设、推进党风廉政建设、科技人才队伍建设（配合做好稳就业、引进国外智力工作）、科技金融工作；做好工会、扶贫协作和支援合作等相关工作
- 王本禄：区科委党组成员、副主任。工作分工：组织拟订本区科技发展、科技促进经济社会发展的规划、政策及组织实施，组织开展本区重点领域技术研发和创新、科技对外交流与创新能力开放合作规划、政策制定等相关工作；负责推进科技创新体系建设、科技体制改革、推进本区重大科技决策咨询制度建设，对接国家及本市科技重大专项的协调引进论证、重大技术攻关和成果应用示范等相关工作
- 杨 健：区科委副主任。工作分工：负责推进依法行政、诚信体系建设、服务业扩大开放、首都科技条件平台等相关工作

## 机构设置
2021年2月，本机构下设：
- 办公室 （ 党建科 ）
- 综合科（ 法制科、 北京市通州区科学技术市场管理办公室 ）